# Carlo Avedano
Carlo Avedano (Torino, 30 agosto 1924 – ...) è stato un calciatore italiano, di ruolo attaccante.

## Carriera
Tra il 1950 e il 1953 milita per tre stagioni nel Cagliari in Serie C e Serie B, collezionando 68 presenze, di cui 20 tra i cadetti.
Successivamente gioca in seconda serie con il Padova, debuttando il 13 agosto 1953 in Padova-Monza (3-2), mentre disputa la sua ultima partita con i biancoscudati il 18 aprile 1954, Marzotto Valdagno-Padova (1-0).
Nell'estate 1954 si trasferisce al Treviso, dove partecipa nuovamente al campionato di Serie B.

## Palmarès

### Club

#### Competizioni nazionali
- Serie C: 1

Cagliari: 1951-1952